# USS Thomas S. Gates (CG-51)
USS Thomas S. Gates (CG-51) bila je peta raketna krstarica klase Ticonderoga u službi američke ratne mornarice te prvi brod koji nosi to ime.

Trenutačno se nalazi u mornaričkom kompleksu za brodove izvan službe. Od 2008. se očekuje da će u narednih pet godina biti razrezan zajedno s USS Yorktownom i USS Vincennesom.

## Vanjske poveznice
- nvr.navy.mil  Arhivirana inačica izvorne stranice od 9. svibnja 2012. (Wayback Machine)